# Anni di piombo

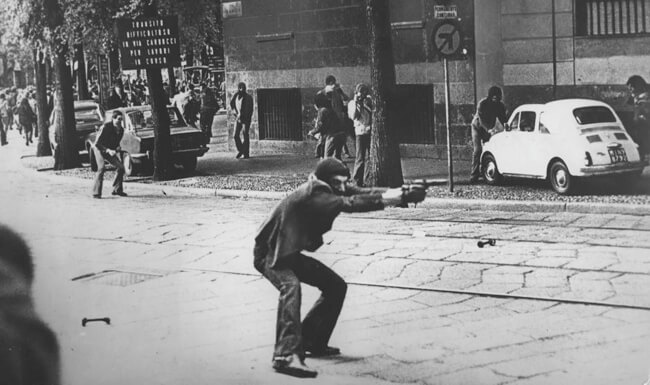
Milano, via De Amicis, 14 maggio 1977: Giuseppe Memeo punta una pistola contro la polizia durante una manifestazione di protesta; foto di Paolo Pedrizzetti. Quest'immagine è diventata l'icona degli anni di piombo.

Gli anni di piombo identificano in Italia un periodo storico compreso tra la fine degli anni 1960 e gli inizi degli anni 1980, in cui si verificò un'estremizzazione della dialettica politica che produsse violenze di piazza, lotta armata e terrorismo.
L'espressione deriva dall'omonimo film del 1981 diretto da Margarethe von Trotta, che trattava l'esperienza storica analoga e contemporanea vissuta dalla Germania Ovest. Questa espressione può anche essere vista in un contesto internazionale più ampio, comprendendo le varie attività terroristiche, come la strategia della tensione, e di appoggio a regimi dittatoriali, come l'operazione Condor, svolte in diverse nazioni durante la guerra fredda, il conflitto a distanza tra Stati Uniti d'America e Unione Sovietica.

## Sinossi storica

### Dal Sessantotto alla strage di Piazza Fontana
L'arco di tempo del periodo così chiamato non è perfettamente definito. Si considera solitamente dalla fine degli anni sessanta all'inizio degli anni ottanta, anche se gli anni considerati di inizio e fine possono variare in funzione delle convinzioni politiche dello storico. L'inizio è solitamente individuato con la strage di piazza Fontana.
Il primo caso di scontro violento del movimento del Sessantotto contro le forze dell'ordine si ebbe a Roma il 1º marzo 1968, durante la battaglia di Valle Giulia; esso fu il primo scontro in cui gli studenti in lotta non arretrarono ma fronteggiarono le forze di polizia. Il primo morto degli anni di piombo è spesso considerato l'agente di Polizia Antonio Annarumma, ucciso il 19 novembre 1969 a Milano, mentre il primo atto della strategia della tensione che caratterizzò quegli anni fu la strage di piazza Fontana, di matrice fascista, avvenuta a Milano il 12 dicembre 1969, non considerando le bombe del 25 aprile di quell'anno a Milano, che non causarono morti.
Il periodo è caratterizzato da violenze in piazza di alcune organizzazioni extraparlamentari di sinistra, come Lotta Continua, il Movimento Studentesco o altre attive negli anni settanta. Ma si formarono anche organizzazioni terroristiche di estrema sinistra come Prima Linea e le Brigate Rosse e altre attive al di fuori dell'Italia come la Rote Armee Fraktion (RAF) in Germania Ovest. In quel periodo operarono alcuni gruppi di destra, come i NAR, Ordine Nuovo, Avanguardia Nazionale e Terza Posizione, che si contrapponevano a quelli di estrema sinistra nella lotta politica.
Alcuni opinionisti e commentatori politici ritengono che riguardo agli anni di piombo «esista solo una verità giudiziaria parziale, confusa e spesso contraddittoria». I commentatori francesi Marc Lazar e Marie-Anne Matard-Bonucci hanno polemizzato contro la definizione di «guerra civile a bassa intensità», emersa successivamente a quegli anni.

### Le stragi neofasciste
Il periodo si caratterizza soprattutto per diverse stragi, tutte ad opera di organizzazioni o elementi di estrema destra oppure neofascisti, spesso con l'appoggio diretto o il favoreggiamento di settori deviati dello Stato italiano (su alcuni fatti non si è ancora fatta completa luce). Tra il 1968 e il 1974 in Italia furono compiuti 140 attentati, tra i quali:

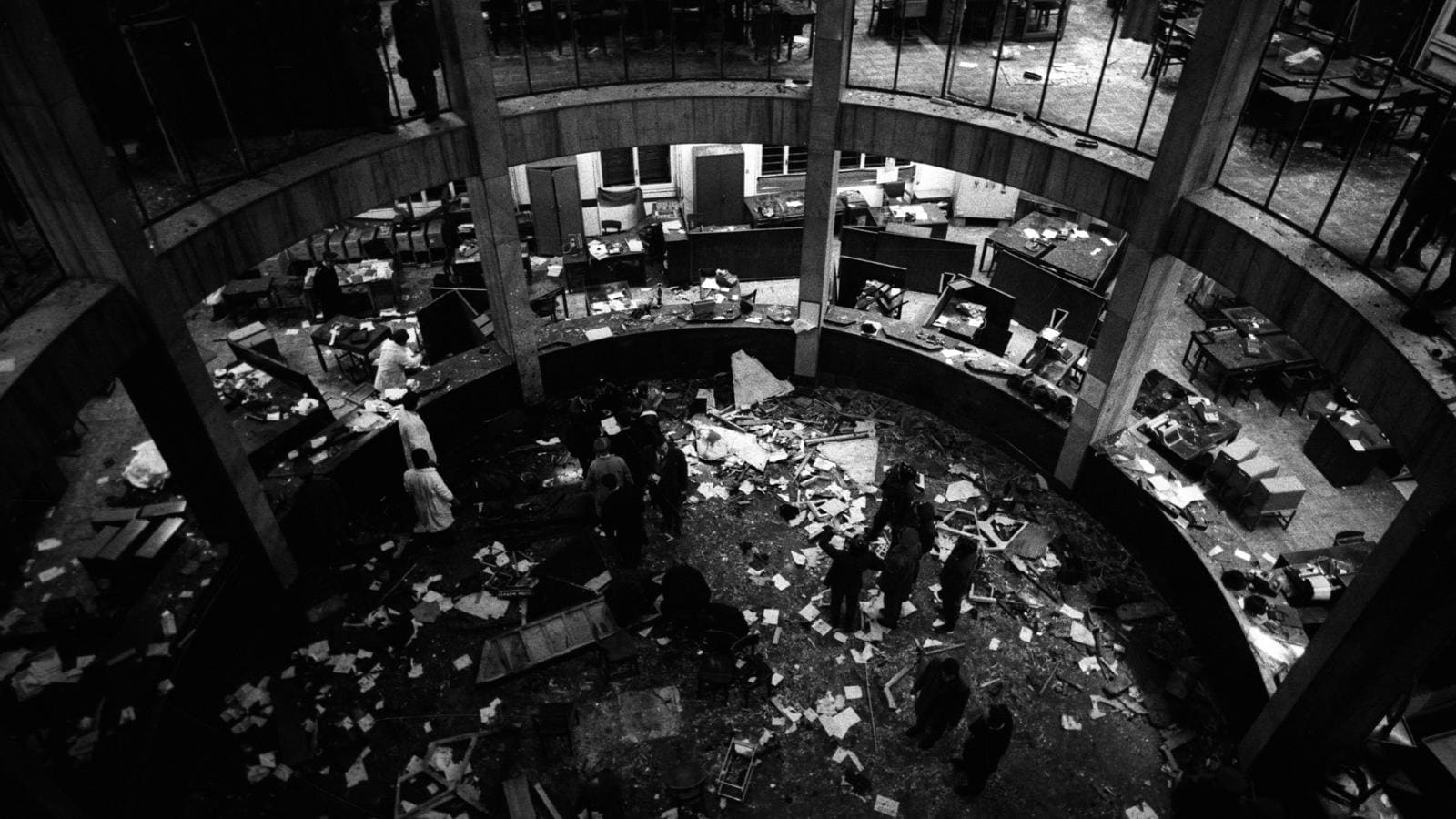
L'interno della Banca Nazionale dell'Agricoltura, luogo della strage di piazza Fontana, dopo l'esplosione della bomba (12 dicembre 1969).

- 12 dicembre 1969: strage di piazza Fontana a Milano (17 morti e 88 feriti; il più cruento di quegli anni, e il secondo più sanguinoso di sempre in Italia dopo la strage di Bologna del 1980);
- 22 luglio 1970: strage di Gioia Tauro (6 morti e 66 feriti);
- 31 maggio 1972: strage di Peteano a Gorizia (3 morti e 2 feriti);
- 17 maggio 1973: strage della Questura di Milano (4 morti e 52 feriti);
- 28 maggio 1974: strage di piazza della Loggia a Brescia (8 morti e 102 feriti);
- 4 agosto 1974: strage dell'Italicus (strage sull'espresso Roma-Brennero, 12 morti e 105 feriti);
- 2 agosto 1980: strage della stazione di Bologna (85 morti e 200 feriti).

### Accadimenti storici, politici ed economici
Altri avvenimenti di questo periodo furono le agitazioni sindacali del 1969 (il cosiddetto "autunno caldo") che portarono alla promulgazione dello Statuto dei lavoratori (legge n. 300 del 20 maggio 1970), la legge Fortuna-Baslini (legge n. 898 del 1º dicembre 1970) che istituì il divorzio in Italia, e il referendum del 1974, con il quale fallì il tentativo di abrogare tale legge. Un evento un po' passato sotto silenzio fu, il 15 agosto 1971, la decisione del presidente americano Richard Nixon di sospendere la convertibilità del dollaro in oro, abrogando di fatto il sistema aureo raggiunto con gli accordi di Bretton Woods.
Nel settembre 1972, durante le Olimpiadi di Monaco di Baviera, un commando di terroristi palestinesi appartenenti a Settembre Nero uccise due atleti israeliani e ne rapì altri nove, chiedendo il rilascio di ben 234 fedayin detenuti; nella sparatoria che ne seguì rimasero uccisi cinque terroristi, un pilota di elicottero, un poliziotto tedesco, e tutti i nove ostaggi israeliani.
Nell'autunno del 1973 l'OPEC rincarò il prezzo del petrolio, provocando la crisi energetica del 1973, poi seguita dalla crisi energetica del 1979. L'Italia fu costretta ad intraprendere una politica di risparmio energetico (chiamata in gergo giornalistico "austerity") che coinvolse le abitudini quotidiane degli italiani. Nel 1975 ci fu la riforma del diritto di famiglia, con la quale venne sancita la parità tra i coniugi. Nello stesso anno venne abbassata la maggiore età da 21 a 18 anni con la conseguente estensione del diritto di voto ai diciottenni.
Alle elezioni amministrative del 1975 e alle politiche del 1976 si affermano i partiti della sinistra. La Democrazia Cristiana rimane il primo partito, ma il Partito Comunista Italiano ottiene ben il 33% dei consensi.
A fine 1975 fu firmato il trattato di Osimo, il quale sanciva la cessione alla Jugoslavia della Zona B dell'ex Territorio Libero di Trieste, riconoscendo lo Stato di fatto venutosi a realizzare dopo la fine della seconda guerra mondiale. Negli anni settanta, in Italia si raggiunge il record dei sequestri di persona a scopo di estorsione, compiuti soprattutto da bande della 'Ndrangheta e dell'Anonima sarda: si registrarono infatti in tutto 40 rapimenti nel 1974, 62 nel 1975, 47 nel 1976 e 75 nel 1977. Verso la fine degli anni settanta si fermò la crescita della popolazione italiana, che si stabilizzò poco sotto i 60 milioni di abitanti.

## Cronologia degli accadimenti più importanti

### L'Italia alla fine degli anni sessanta
Sul finire degli anni sessanta l'economia italiana era cresciuta rapidamente e il miglioramento del tenore di vita, iniziato con il miracolo economico italiano, era percettibile. La mortalità infantile si era fortemente ridotta e l'analfabetismo era praticamente scomparso.
In quegli anni si stava anche formando una crescita culturale, con effetti favorevoli in occasione delle consultazioni elettorali. Nello stesso tempo tuttavia cominciavano le prime grandi manifestazioni e sconvolgimenti sociali, come ad esempio la contestazione giovanile del Sessantotto e l'autunno caldo.
La continua crescita del Partito Comunista Italiano non era ben vista dagli Stati Uniti, che valutarono il passaggio a forme d'intervento più incisive, rispetto al precedente finanziamento della sinistra non comunista.

### L'inizio degli anni di piombo

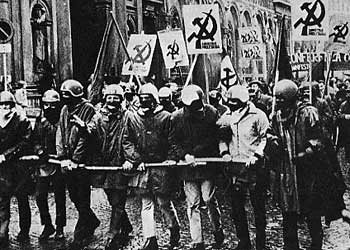
Un corteo di militanti di Sinistra Proletaria.

L'inizio degli anni di piombo si sovrappone al periodo della contestazione studentesca, che interessò l'Italia e l'Europa.
Il 1969 fu un anno ancora denso di contestazioni. Dopo le proteste studentesche arrivarono le lotte dei lavoratori per i rinnovi contrattuali, con forti contrasti nei posti di lavoro e nelle fabbriche. Era il cosiddetto «autunno caldo».
Il 25 aprile di quell'anno scoppiò un ordigno a Milano, al padiglione FIAT della Fiera provocando diversi feriti gravi, ma nessun morto, e una bomba venne ritrovata all'Ufficio Cambi della Stazione Centrale. Qualche mese dopo, il 9 agosto esplosero otto bombe su diversi treni, che provocarono 12 feriti. Responsabili di tutti questi attentati risultarono Franco Freda e Giovanni Ventura, dell'organizzazione terroristica neofascista Ordine Nuovo.
Il 19 novembre, durante una manifestazione a Milano dell'Unione Comunisti Italiani morì l'agente di polizia Antonio Annarumma, colpito da un tubo d'acciaio mentre si trovava alla guida di un fuoristrada. Per diversi storici è la prima vittima degli anni di piombo.
Il 12 dicembre avvennero in Italia, nell'arco di 53 minuti, 5 attentati. Il più grave fu la strage di piazza Fontana: a Milano una bomba esplosa nella sede della Banca Nazionale dell'Agricoltura provocò 17 morti e 88 feriti.

### Dall'estremismo al terrorismo
Le stragi contribuirono a far precipitare il clima già agitato. Se già c'erano turbolenze e manifestazioni di piazza che degeneravano in guerriglia urbana, il livello dello scontro si alzò sempre di più. Per gli attentati vennero immediatamente accusate anarchici o persone di sinistra che poi si riveleranno estranee, come Giuseppe Pinelli (morto durante un interrogatorio precipitando in circostanze misteriose da una finestra della Questura di Milano) e Pietro Valpreda. Comparvero all'opinione pubblica indizi di depistaggi e di collusioni occulte di settori dello stato (successivamente confermati) e si cominciò a parlare di «strage di Stato».
Nella notte tra il 7 e l'8 dicembre 1970 l'ex comandante fascista Junio Valerio Borghese, a capo del Fronte Nazionale, tentò un colpo di Stato passato alla storia come «Golpe Borghese» e che, per motivi non chiariti, venne improvvisamente annullato mentre era in fase di avanzata esecuzione.
A sinistra nascono organizzazioni come i Gruppi d'Azione Partigiana (GAP), Nuclei Armati Proletari (NAP), Prima Linea (PL), i Comitati Comunisti Rivoluzionari (Co.Co.Ri), i Proletari Armati per il Comunismo (PAC), le Brigate Rosse (BR);
A destra il Fronte Nazionale Rivoluzionario, i Nuclei Armati Rivoluzionari (NAR), Ordine Nuovo, Ordine Nero, Terza Posizione, Avanguardia Nazionale.
Nel quadro di quella che verrà poi definita da alcuni storici come strategia della tensione, la società sembrava sempre più divisa e si formarono gruppi che facevano politica extraparlamentare e non rifiutavano la violenza. In qualche area di sinistra si passò alla clandestinità e alla lotta armata. Nella società si generò sempre più un clima di insicurezza e pericolo, anche perché non furono compiuti soltanto attentati clamorosi, ma si verificò uno stillicidio continuo di attacchi contro obiettivi minimi, singoli cittadini, forze dell'ordine, fattorini di banca, in esecuzione di disegni talvolta rimasti ignoti e misteriosi. Tra le forze governative e nell'opinione pubblica moderata prese piede la teoria degli opposti estremismi. Questa teoria fu avallata in seguito a un rapporto del prefetto di Milano Libero Mazza, scritto successivamente agli scontri avvenuti in città il 12 dicembre 1970 tra militanti del MS e le forze dell'ordine: il testo del documento, diventato pubblico quattro mesi dopo, scatenò dure polemiche soprattutto dalla stampa e dagli uomini politici di sinistra.
L'Unità attaccò duramente il rapporto del prefetto, che metteva sullo stesso piano l'estremismo di sinistra e lo stragismo di destra, Eugenio Scalfari, futuro direttore del quotidiano la Repubblica, accusò il prefetto di essere fazioso e di falsificare la realtà, il sindaco Aldo Aniasi, che era sempre stato favorevole al disarmo della polizia, deplorò le tesi di Mazza, considerandole inutilmente allarmistiche e politicamente pericolose (e lamentò che del documento non gli fosse stata data visione prima dell'invio al Ministro dell'Interno Franco Restivo). Solo il vicedirettore de La Stampa, Carlo Casalegno (ucciso nel 1977 dalle Brigate Rosse) prese le difese di Mazza.
Nelle manifestazioni di piazza molti manifestanti si presentano mascherati e spesso armati di spranghe, mazze, chiavi inglesi, bottiglie molotov.
A Milano il 3 marzo 1972 le Brigate Rosse compiono il loro primo sequestro di persona, rapendo l'ingegner Idalgo Macchiarini, dirigente della Sit-Siemens, che prelevato di fronte allo stabilimento, sarà fotografato con un cartello al collo con scritto: «Mordi e fuggi. Niente resterà impunito. Colpiscine uno per educarne cento. Tutto il potere al popolo armato!» e sottoposto ad un interrogatorio (chiamato dalle Brigate Rosse «Processo Proletario nel Carcere del Popolo») di quindici minuti sui processi di ristrutturazione in corso nella fabbrica. A questa azione ne seguiranno altre, in un crescendo di intensità e di rilevanza delle persone rapite. A Genova il 18 aprile 1974 l'obiettivo si sposta verso persone che sono parte delle strutture delle istituzioni, nella loro logica di attacco allo Stato, rapiscono Mario Sossi, un magistrato che l'anno precedente era stato PM nel processo che portò alla condanna dei membri del gruppo terroristico Gruppo XXII Ottobre, Sossi fu rilasciato a Milano il 23 maggio 1974.
Pochi mesi dopo i brigatisti Renato Curcio e Alberto Franceschini furono arrestati dai carabinieri del generale Carlo Alberto dalla Chiesa.
Almeno fino al sequestro Moro le azioni brigatiste ricevettero l'ammirazione da parte di strati della popolazione, in particolar modo da alcuni di quei gruppi sociali politicamente attivi dalla fine degli anni sessanta, mentre le loro azioni terroristiche erano condannate come opere di fascisti provocatori dalla stampa di sinistra.
Nel 1974 nacquero, sempre nell'area della sinistra rivoluzionaria, i Nuclei Armati Proletari, che presero piede soprattutto nell'Italia centro meridionale, attivi fino al 1978, con particolare focus presso il sottoproletariato, i disoccupati  e le carceri. La cui azione più eclatante avvenne nel maggio 1975 con il Sequestro Di Gennaro e rivolta nel carcere di Viterbo, quando ottennero l'accettazione delle loro condizioni prima di liberare il giudice Di Gennaro sequestrato.

### Le leggi speciali
I partiti di governo – la Democrazia Cristiana, il Partito Socialista Italiano, il Partito Socialista Democratico Italiano, il Partito Repubblicano Italiano e il Partito Liberale Italiano – rafforzati dal sostegno del Partito Comunista Italiano, trovarono l'intesa politica per elaborare una serie di leggi per far fronte alla situazione di crisi che il Paese stava vivendo.
In ragione dell'emergenza terrorismo, si producono alcuni significativi interventi legislativi, sottoposti anche al vaglio della Corte costituzionale, che rafforzano, tra l'altro, i poteri di intervento e di uso delle armi da parte delle forze di polizia, ma sempre nel rispetto delle riserve di legge e di giurisdizione, previste dalla Costituzione.
- Significativa è l'approvazione della legge Reale (n. 152 del 22 maggio 1975), che introdusse una serie di misure repressive.
La legge in questione suscitò molte polemiche e fu sottoposta a referendum, attuato l'11 giugno 1978, da cui emerse il favore da parte dell'opinione pubblica: il 76,46% votò per il mantenimento e il 23,54% per l'abrogazione[22].
- Nel 1978 seguirà l'istituzione di corpi speciali con finalità antiterrorismo: il GIS (Gruppo di intervento speciale) dei carabinieri, il NOCS (Nucleo operativo centrale di sicurezza) della polizia e, più avanti, i reparti SVATPI (Scorta Valori Anti Terrorismo Pronto Impiego, in seguito divenuti ATPI) della Guardia di Finanza.
- Nel 1980 verrà emanata la legge Cossiga (legge n. 15 del 6 febbraio), che prevede condanne sostanziali per chi venga giudicato colpevole di terrorismo ed estende ulteriormente i poteri della polizia. Tale legge, dopo che furono sollevati alcuni dubbi di costituzionalità[23], è stata considerata conforme a Costituzione dalla Corte costituzionale.
 Anche questo provvedimento fu sottoposto a referendum abrogativo, tenuto il 17 maggio 1981, da cui risultò invece il favore dell'opinione pubblica per questa legge: l'85,12% infatti votò per il mantenimento della legge e solo il 14,88% per l'abrogazione[24].

### Il movimento del Settantasette

Autonomi che agitano le tre dita, simbolo della P38.

I cingolati nelle strade di Bologna il 13 marzo 1977

L'anno della svolta violenta, quello che caratterizza il periodo, è probabilmente il 1977, così riassunto da Primo Moroni e Nanni Balestrini: «Nel '77, divampò la generalizzazione quotidiana di un conflitto politico e culturale che si ramificò in tutti i luoghi del sociale, esemplificando lo scontro che percorse tutti gli anni settanta, uno scontro duro, forse il più duro, tra le classi e dentro la classe, che si sia mai verificato dall'unità d'Italia. Quarantamila denunciati, quindicimila arrestati, quattromila condannati a migliaia di anni di galera, e poi morti e feriti, a centinaia, da entrambe le parti».
Gli obiettivi scelti dai brigatisti erano dirigenti aziendali (spesso indicati dagli stessi operai che utilizzano le BR per rompere la disciplina di fabbrica), esponenti della DC, medici e giornalisti accusati di mettere la loro capacità professionale al servizio dell'antiguerriglia.

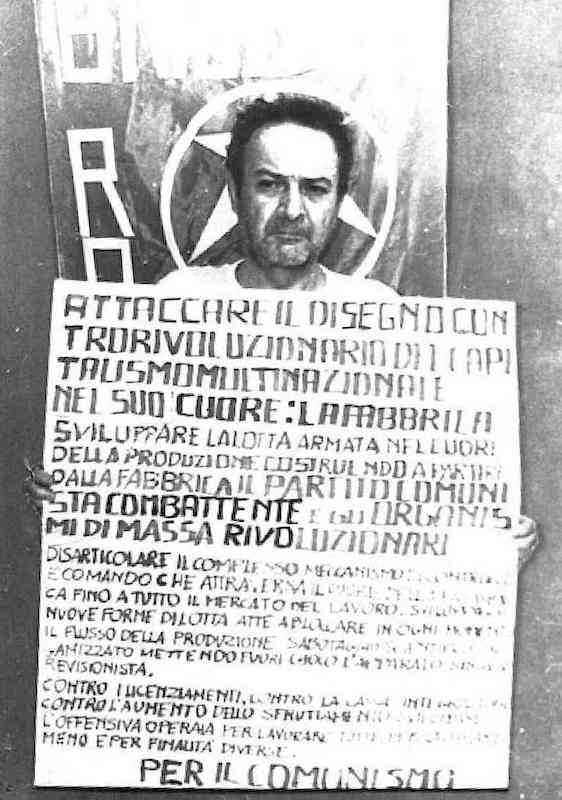
Giuseppe Taliercio prima di venire ucciso

L'11 marzo 1977, durante scontri a Bologna,  le forze di polizia risposero a un lancio di molotov sparando numerosi colpi e lo studente Pier Francesco Lorusso, simpatizzante di Lotta Continua, cadde colpito a morte da un proiettile. Alle successive proteste degli studenti il Ministro dell'Interno Francesco Cossiga rispose inviando mezzi cingolati nel centro di Bologna. Il carabiniere Massimo Tramontani dichiarò che, all'arrivo di alcune bottiglie molotov, aveva vuotato il caricatore del proprio fucile Winchester, e successivamente, dopo che una molotov aveva causato un principio d'incendio sulla fiancata del suo camion era balzato a terra sparando con la sua pistola, ma sempre in aria. Al contrario, lavoratori della Zanichelli testimoniarono di aver visto un agente sparare contro i manifestanti diversi colpi in rapida successione, dopo essersi appoggiato col braccio destro su un'auto per mirare bene. Tramontani fu assolto perché il proiettile che uccise lo studente non fu trovato, e non si poté dimostrare che era fra quelli sparati da lui. Le perizie accertarono che quando fu colpito Lorusso e altri stavano fuggendo dalla polizia; il proiettile entrò dal petto perché si era girato un attimo indietro per guardarsi le spalle.

### Altri fatti di sangue del 1977
Il 31 marzo Venezia fu scossa dai tumulti delle notti dei fuochi del Veneto. Il 22 marzo a Roma morì l'agente di P.S. Claudio Graziosi, ucciso dal militante dei NAP Antonio Lo Muscio mentre tentava di arrestare su un autobus le due terroriste Maria Pia Vianale e Franca Salerno. Nello scambio di colpi d'arma da fuoco tra i compagni di Graziosi e l'assassino fu colpita a morte anche una guardia zoofila, Angelo Cerrai.
Il 5 aprile a Napoli viene rapito Guido De Martino, figlio dell'ex segretario socialista Francesco De Martino, che verrà liberato il 15 maggio dopo confuse trattative e pagamento di un riscatto di un miliardo di lire. Il rapimento fu inizialmente rivendicato da un gruppo combattente di Sesto San Giovanni vicino ai NAP, con telefonate a giornali e agenzie di stampa, imponendo la lettura di un loro messaggio in televisione. Questa rivendicazione venne smentita da un successivo comunicato nappista a Il Messaggero di Roma che accusava del rapimento il terrorismo nero. Sul fatto, il primo che vide coinvolto direttamente un politico italiano di alto livello, non è mai stata fatta piena luce.

Scontri il 1º ottobre 1977 a Torino che precedono l'attentato allAngelo Azzurro.

Il 21 aprile 1977 a Roma, nel corso degli eventi che seguirono lo sgombero dell'Università, militanti dell'area dell'autonomia spararono contro le forze dell'ordine. L'allievo sottufficiale di P.S. Settimio Passamonti, raggiunto da due colpi, cadde ucciso. L'agente Antonio Merenda, altri due agenti e un carabiniere furono feriti, ma si salvarono. Rimase ferita anche Patrizia Bermier, giornalista.
Il 28 aprile 1977 a Torino fu ucciso dal nucleo delle Brigate Rosse formato da Rocco Micaletto, Lorenzo Betassa, Raffaele Fiore e Angela Vai, l'avvocato Fulvio Croce, presidente dell'Ordine degli avvocati di Torino, nel tentativo di far saltare il processo al cosiddetto «nucleo storico» dell'organizzazione. Il 12 maggio 1977 a Roma, a ponte Garibaldi, durante una manifestazione caratterizzata da duri scontri con le forze dell'ordine venne uccisa la studentessa Giorgiana Masi, feriti Elena Ascione e il carabiniere Francesco Ruggiero. Il 14 maggio 1977 a Milano, nel corso di una manifestazione, alcuni manifestanti dell'area dell'Autonomia estrassero le pistole, presero la mira e aprirono il fuoco contro la polizia, uccidendo l'agente di P.S. Antonio Custra. Un fotografo riprese la scena di un dimostrante che a mani giunte punta la pistola contro la polizia e spara. È il tempo delle P38. Le pagine di cronaca del Corriere della Sera rifiutarono di pubblicare quella foto, a differenza degli altri quotidiani. Più tardi risultò che lo sparatore, identificato, non era l'assassino di Custra, e ciò bastò a farne, per alcuni, una sorta di innocente perseguitato.
Il 3 ottobre 1977, dopo due giorni di agonia, morì a Torino Roberto Crescenzio. Durante una manifestazione rimase gravemente ustionato a causa di una Molotov lanciata durante un attacco al locale dove si trovava come cliente, il bar Angelo Azzurro. La manifestazione era stata organizzata da vari gruppi di sinistra in risposta all'omicidio dello studente Walter Rossi avvenuto il 30 settembre a Roma ad opera di due giovani neofascisti.

### Il 1978 e il sequestro Moro
L'inizio del 1978 fu segnato da un avvenimento che provocò nelle file della destra eversiva una reazione che avrebbe avuto ripercussioni sensibili anche nei successivi anni: la strage di Acca Larentia. La sera del 7 gennaio, Franco Bigonzetti e Francesco Ciavatta, giovani missini della sezione Acca Larentia nel quartiere Tuscolano a Roma, furono uccisi a colpi di mitraglietta Skorpion sparati da un gruppo armato successivamente rivendicatosi come «Nuclei Armati per il Contropotere Territoriale». La sera stessa, in seguito agli scontri con le forze dell'ordine, anche un terzo giovane attivista del Fronte della Gioventù, Stefano Recchioni, fu ucciso da un colpo di pistola sparato ad altezza d'uomo dal capitano dei carabinieri Edoardo Sivori. Questo fatto segnò l'inizio di un'offensiva del terrorismo nero (protagonista il gruppo armato dei NAR) non solo contro le forze antifasciste ma anche contro lo Stato, considerato corresponsabile di quel fatto di sangue. Tra gennaio e febbraio varie organizzazioni di sinistra uccisero anche Carmine De Rosa (sorvegliante FIAT a Cassino), l'agente Fausto Dionisi a Firenze e il notaio Gianfranco Spighi a Prato, mentre le BR assassinarono il consigliere di Cassazione Riccardo Palma (Roma, 14 febbraio) e il maresciallo Rosario Berardi (Torino, 10 marzo).

L'agguato di via Fani, in cui persero la vita i cinque componenti della scorta di Aldo Moro (16 marzo 1978).

Il 16 marzo 1978 avvenne l'agguato di via Fani a Roma, con lo sterminio della scorta, il sequestro e il successivo assassinio dell'allora presidente della Democrazia Cristiana Aldo Moro, consumato il 9 maggio 1978 da un commando delle Brigate Rosse, che definirono l'azione come «attacco al cuore dello Stato». Durante il processo presso la Corte d'assise di Roma la moglie di Moro, Eleonora Chiavarelli, affermò che i mitra della scorta si trovavano nei bagagliai delle auto per il fatto che «questa gente le armi non le sapeva usare perché non facevano mai esercitazioni di tiro, non avevano abitudine a maneggiarle, tanto che il mitra stava nel portabagagli. Leonardi ne parlava sempre. "Questa gente – diceva – non può avere un'arma che non sa usare. Deve saperla usare. Deve tenerla come si deve. La deve tenere a portata di mano. La radio deve funzionare, invece non funziona." Per mesi si è andati avanti così. Il maresciallo Leonardi e l'appuntato Ricci non si aspettavano un agguato, in quanto le loro armi erano riposte nel borsello e uno dei due borselli, addirittura, era in una foderina di plastica»; quest'ultima frase è stata smentita dalla vedova del maresciallo Leonardi, dichiarando che il marito «ultimamente andava in giro armato perché si era accorto che una macchina lo seguiva». Uno dei brigatisti presenti in via Fani, Franco Bonisoli, dichiarò che la decisione di rapire il presidente democristiano «fu presa una settimana prima, fu fissato un giorno, poteva essere il 15, poteva essere il 17».
Nel corso degli anni alcuni collaboratori hanno dichiarato che durante una visita a Washington, Moro ebbe un duro scontro con l'allora Segretario di Stato Henry Kissinger (contrario a un'eventuale entrata del PCI nel governo italiano). Secondo Sergio Flamigni, Steve Pieczenik (consigliere del Presidente degli Stati Uniti Jimmy Carter) fu il regista del «depistaggio del lago della Duchessa», con l'approvazione di Francesco Cossiga mentre, nello stesso giorno, qualcuno faceva in modo che fosse scoperto il covo BR di via Gradoli.
Il 18 marzo 1978 due giorni dopo il rapimento Moro vengono assassinati a Milano Fausto Tinelli e Lorenzo (Iaio) Iannucci, all'epoca diciottenni, frequentanti il Centro Sociale Leoncavallo, uccisi da otto colpi di pistola a opera di estremisti di destra e successivamente rivendicato anche dai NAR.
In seguito all'omicidio, il 10 maggio 1978, l'allora Ministro dell'Interno Francesco Cossiga si dimise. Il generale dei carabinieri Carlo Alberto dalla Chiesa fu incaricato il 10 agosto successivo (con decreto dell'allora Presidente del Consiglio Andreotti) di coordinare la lotta contro il terrorismo. Dalla Chiesa impiegò tecniche innovative nelle indagini sul terrorismo ed ottenne notevoli risultati. Nel 1982 fu inviato in Sicilia come prefetto per la lotta alla mafia ma, privo delle risorse e del sostegno politico del quale aveva goduto nel precedente incarico, fu totalmente lasciato solo e cadde assassinato dalla mafia a Palermo, assieme alla giovane moglie, Emanuela Setti Carraro, il 3 settembre 1982.

### Il 1980 e la fine

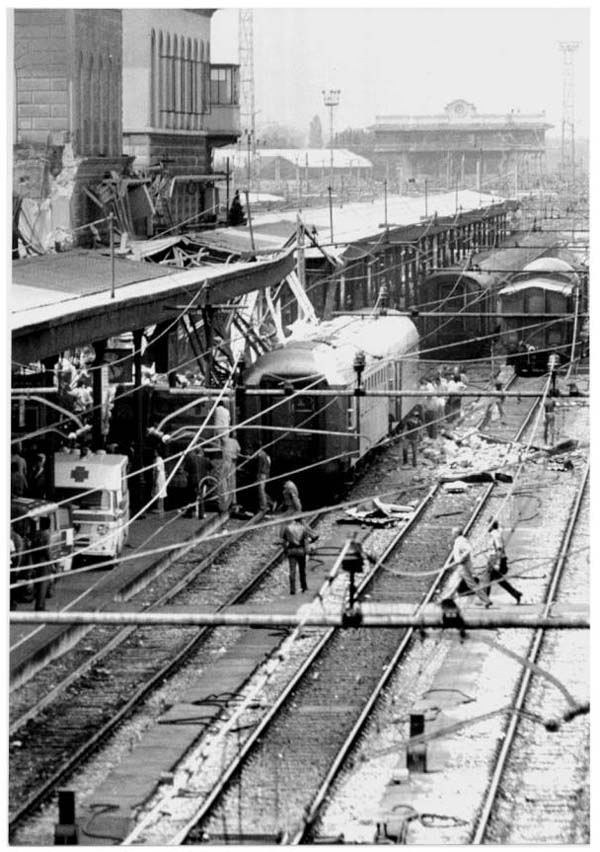
Attentato alla stazione di Bologna (1980).

Dal giugno 1978 al dicembre 1981 aumentarono gli agguati, le uccisioni e i ferimenti terroristici. Le statistiche segnalarono una continuità di attentati mai conosciuta in Europa: il numero delle organizzazioni armate attive in Italia era passato da 2 nel 1969 a 91 nel 1977, e a 269 nel 1979. In quello stesso anno si registrò la cifra record di 659 attentati. Tuttavia l'anno con più vittime fu il 1980 in cui morirono 125 persone, di cui 85 nella strage della stazione centrale di Bologna.
Probabilmente secondo per risonanza internazionale solo al sequestro Moro fu il sequestro del generale statunitense James Lee Dozier ad opera delle Brigate Rosse, che coincise nel tempo con il periodo considerato comunemente come conclusivo di un ciclo degli anni di piombo. Il sequestro Dozier destò scalpore per la capacità delle Brigate Rosse di colpire un obiettivo militare tanto significativo: il generale era infatti all'epoca vice comandante della NATO nel Sud Europa e venne sequestrato a Verona il 17 dicembre 1981. Fu poi liberato a Padova il 28 gennaio 1982 da un'azione dei NOCS.

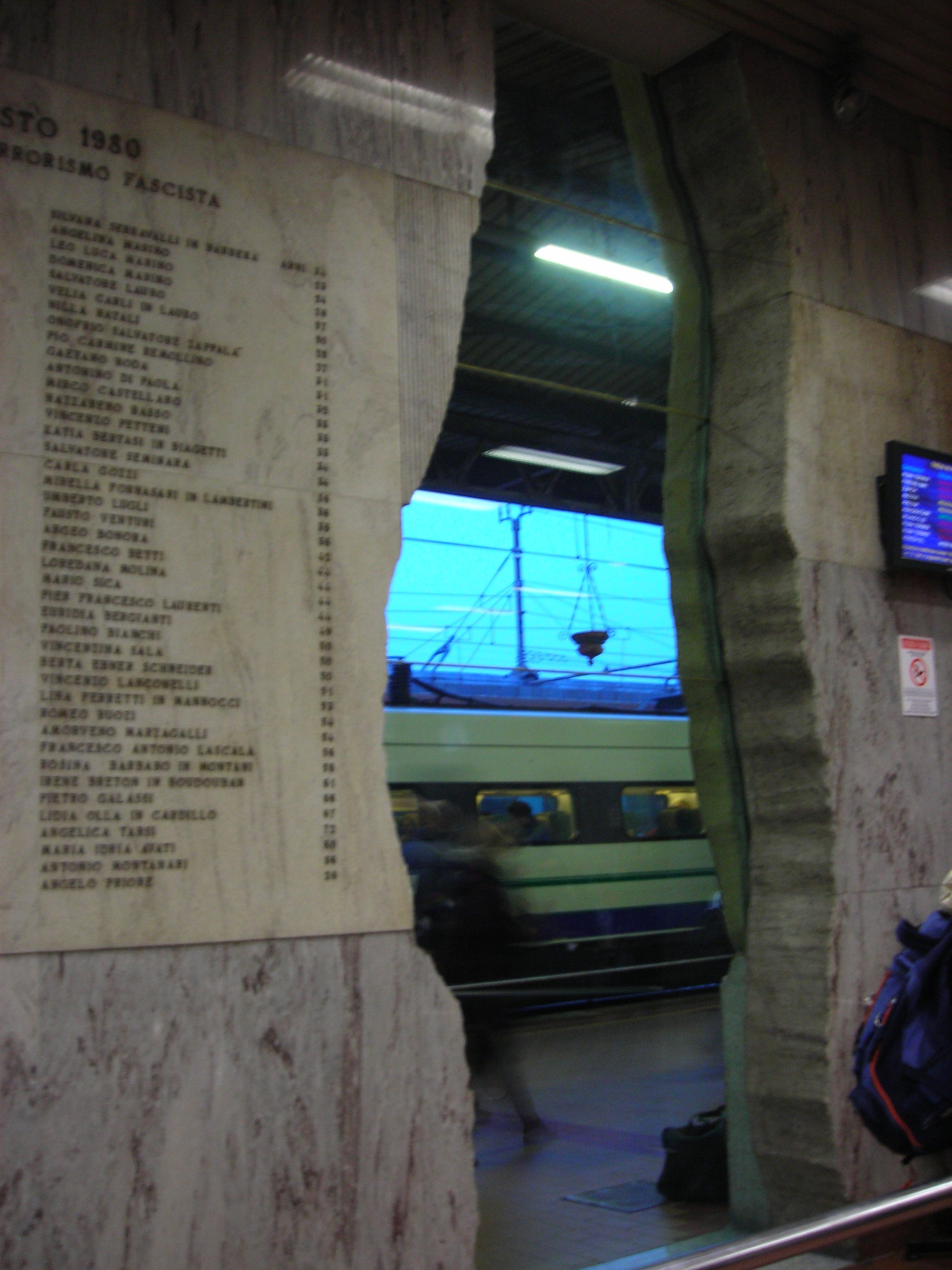
La lapide che ricorda le vittime della strage di Bologna

Lentamente verso il finire del decennio gli episodi di violenza scemarono. In particolare crollò il sostegno alle Brigate Rosse dopo l'assassinio dell'operaio Guido Rossa nel 1979. Rossa aveva denunciato un suo collega sorpreso a distribuire materiale di propaganda delle BR. Gli anni di piombo stavano terminando, l'opinione che la lotta armata potesse portare al cambiamento dell'assetto costituzionale dello Stato stava cessando. Lo scrittore Bifo Berardi, già esponente della sinistra extraparlamentare, ha affermato: «Alla fine del decennio settanta ogni comportamento antilavorista venne colpevolizzato, criminalizzato e rimosso, [...] il realismo del capitale riprendeva il posto di comando, con il trionfo delle politiche neoliberiste. Iniziava la controffensiva capitalistica, la vita sociale veniva nuovamente sottomessa alla produttività, la competizione economica veniva santificata come unico criterio di progresso.».
All'inizio degli anni novanta il giudice per le indagini preliminari di Savona Fiorenza Giorgi, nel decreto di archiviazione relativo ad un'indagine su alcune bombe esplose in città tra il 1974 e il 1975, compie un'analisi degli attentati avvenuti nella prima fase della strategia della tensione, in cui, tra le altre cose, cita le coperture garantite dai servizi italiani ad alcune azioni terroristiche e all'operato di personaggi come Junio Valerio Borghese. Secondo quanto riportato dal giudice:
(Tribunale di Savona, ufficio del giudice per le indagini preliminari, Decreto di archiviazione procedimento penale 2276/90 R.G. pag 23 a 25.)
Le azioni terroristiche del triennio 1978-1981 intimorirono l'opinione pubblica e diedero l'impressione che fosse in atto qualcosa di inarginabile: qualcuno, drammatizzando, parlò di soglia della guerra civile. In realtà (ma lo si capì solo a posteriori) quegli attacchi terroristici erano colpi di coda pericolosi, ma senza prospettive: il generale Carlo Alberto dalla Chiesa era stato investito delle più ampie responsabilità per la lotta al terrorismo e mise presto a segno qualche colpo di grande efficacia.
Il 29 maggio 1982 fu approvata definitivamente la legge n. 304, che prevedeva forti sconti di pena per chi avesse dato «contributi utili alla lotta contro l'eversione». Per le organizzazioni terroristiche fu una legge devastante, poiché molti militanti iniziarono a collaborare con i giudici rivelando i nomi dei complici.
Da quella data, fino al 1988, ci furono altri colpi di coda, ma si trattava comunque di episodi relativamente isolati. L'idea che la lotta armata potesse essere un mezzo per risolvere i conflitti sociali aveva perso alquanto credito anche nelle ali estreme di entrambi gli schieramenti politici.

La fine degli anni di piombo fu segnata anche dalla fine di quella che era definita "giurisprudenza d'emergenza". Nel giugno 1985  una sentenza della Corte di Cassazione ridusse l'ampiezza della responsabilità in concorso morale, che prima veniva applicata agli appartenenti ad una banda armata semplicemente in quanto aderenti ad essa, ponendo quindi in primo piano la responsabilità personale dell'effettuazione dell'azione criminale per valutarne il giudizio penale.

## Il terrorismo politico dopo gli anni di piombo
La fine degli anni di piombo non significò la fine del terrorismo ma il succedersi di singoli attentati e singoli episodi tendenti ad agire sui conflitti sociali e politici non riuscì più a mettere in pericolo la forma costituzionale-parlamentare dello Stato.
Ci fu un tentativo di ricostituzione delle Brigate Rosse, con la formazione delle Nuove Brigate Rosse, che pur praticando attentati e omicidi, fino al 2006, non trovarono più nella società italiana, cambiata rispetto agli anni '70, aree entro cui riprodursi fino a creare una rete terroristica simile a quella sviluppata dalle Brigate Rosse a cui si ispiravano.

## Il dibattito storico
Il politologo Ernesto Galli della Loggia esaminò il problema dell'anomalia italiana in riferimento al terrorismo mettendo in luce come l'Italia sia il solo grande Paese europeo ove il terrorismo politico abbia una sua lunga cittadinanza (con l'eccezione dell'Irlanda del Nord e dei Paesi Baschi, che hanno problematiche differenti). La sua analisi, che imputa questa caratteristica a un fondo di violenza proprio della società italiana, suscitò consensi e dissensi.
Alcuni commentatori hanno sostenuto che, in contrapposizione con le spinte innovative espresse dalla società nel Sessantotto, «il terrorismo riuscì paradossalmente nell'obiettivo che non era riuscito alla strategia stragista: soffocare la partecipazione democratica, ricacciare i cittadini spaventati nelle proprie case, far prevalere la logica della repressione e della paura. Gli "anni di piombo" segnarono la fine di quella stagione, che poi regredì nel cosiddetto "riflusso" degli anni '80». Secondo altri commentatori, come Indro Montanelli e Massimo Fini, gli anni di piombo sono stati una conseguenza del Sessantotto, in cui i contestatori seri erano quelli che impugnarono la pistola diventando terroristi.
Lo stesso Montanelli, ferito dalle BR nel 1977, perdonò i suoi attentatori dopo che si erano dissociati dalla lotta armata e in più occasioni si dichiarò favorevole ad un atto di clemenza verso i terroristi che si erano ravveduti, spiegando:

## Opere dedicate

### Cinema, televisione e teatro
- Andrea Frezza, Il gatto selvaggio, 1968.
- Edoardo Bruno, La sua giornata di gloria, 1969.
- Salvatore Samperi, Cuore di mamma, 1969.
- Luigi Zampa, Contestazione generale, 1970.
- Elio Petri, Indagine su un cittadino al di sopra di ogni sospetto, 1970.
- Nelo Risi e Elio Petri, Documenti su Giuseppe Pinelli, 1970.
- Dario Fo, Morte accidentale di un anarchico, 1970.
- Marco Bellocchio, Sbatti il mostro in prima pagina, 1972.
- Steno, La polizia ringrazia, 1972.
- Giovanni Bonfanti, Pier Paolo Pasolini, 12 dicembre, 1972.
- Gianfranco Mingozzi, Morire a Roma - La vita in gioco, 1972.
- Mauro Bolognini, Imputazione di omicidio per uno studente 1972.
- Mario Monicelli, Vogliamo i colonnelli, 1973.
- Dino Risi, Mordi e fuggi, 1973.
- Roberto Infascelli, La polizia sta a guardare, 1973.
- Lucio De Caro, Processo per direttissima 1974.
- Giorgio Francesco Rizzini, Un normale giorno di violenza, 1974.
- Luciano Ercoli, La polizia ha le mani legate, 1975.
- Giuseppe Rosati, La polizia interviene: ordine di uccidere!, 1975.
- Sergio Martino, La polizia accusa: il Servizio Segreto uccide, 1975.
- Rainer Werner Fassbinder, Il viaggio in cielo di mamma Kusters, 1975.
- Francesco Rosi, Cadaveri eccellenti, 1976.
- Carlo Lizzani, San Babila ore 20: un delitto inutile, 1976.
- Mario Monicelli, Caro Michele 1976.
- Mario Monicelli, Un borghese piccolo piccolo, 1977.
- Damiano Damiani, Io ho paura, 1977.
- Massimo Pirri, Italia: ultimo atto?, 1977.
- Dante Guardamagna, Occidente, 1978.
- Rainer Werner Fassbinder, La terza generazione, 1979.
- Dino Risi, Caro Papà, 1979.
- Gillo Pontecorvo, Ogro, 1979.
- Rainer Werner Fassbinder, La terza generazione, 1979.
- Marco Tullio Giordana, Maledetti vi amerò, 1981.
- Margarethe von Trotta, Anni di piombo, 1981.
- Pier Giuseppe Murgia, La festa perduta, 1981.
- Bernardo Bertolucci, La tragedia di un uomo ridicolo, 1981.
- Damiano Damiani, Parole e sangue, 1981.
- Francesco Rosi, Tre fratelli, 1981.
- Marco Tullio Giordana, La caduta degli angeli ribelli, 1981.
- Gianni Amelio, Colpire al cuore, 1983.
- Carlo Lizzani, Nucleo Zero, 1984.
- Giuseppe Schito, Il ragazzo di Ebalus, 1984.
- Marco Bellocchio, Diavolo in corpo, 1986.
- Reinhard Hauff, Stammheim - Il caso Baader-Meinhof, 1986.
- Giuseppe Ferrara, Il caso Moro, 1986.
- Pasquale Squitieri, Gli invisibili, 1988.
- Marco Leto, A proposito di quella strana ragazza, 1989.
- Paolo Grassini, Italo Spinelli, Roma-Paris-Barcellona, 1990.
- John Frankenheimer, L'anno del terrore, 1991.
- Vittorio Sindoni, Una fredda mattina di maggio, 1990.
- Cristina Comencini, La fine è nota, 1992.
- Carlo Lizzani, Il caso Dozier, 1993.
- Marco Tullio Giordana, Pasolini, un delitto italiano, 1995.
- Mimmo Calopresti, La seconda volta, 1995.
- Wilma Labate, La mia generazione, 1996.
- Loredana Bianconi, Do you remember revolution?, 1997.
- Marco Turco, Vite in sospeso, 1998.
- Rosalia Polizzi, Riconciliati, 2001.
- Marco Tullio Giordana, La meglio gioventù, 2003.
- Renzo Martinelli, Piazza delle Cinque Lune, 2003.
- Marco Bellocchio, Buongiorno, notte, 2003.
- Valeria Bruni Tedeschi, È più facile per un cammello..., 2003.
- Guido Chiesa, Lavorare con lentezza, 2004.
- Steven Spielberg, Munich, 2005.
- Giuseppe Ferrara, Guido che sfidò le Brigate Rosse, 2005.
- Claudio Fragasso, Concorso di colpa, 2005.
- Michele Placido, Romanzo criminale, 2005.
- Michele Soavi, Arrivederci amore, ciao, 2006.
- Daniele Luchetti, Mio fratello è figlio unico, 2007.
- Uli Edel, La banda Baader Meinhof, 2008.
- Igor Mendolia, Anni Spietati - Una Città e il Terrorismo: Torino 1969-1982, 2008.
- Aurelio Grimaldi, Se sarà luce sarà bellissimo - Moro: Un'altra storia, 2008.
- Gianluca Maria Tavarelli, Aldo Moro - Il presidente, 2008.
- Renato De Maria, La prima linea, 2009.
- Stefano Sollima, Romanzo criminale - La serie, 2008-2010.
- Giacomo Campiotti, Il sorteggio, 2010.
- Mosco Levi Boucault, Ils étaient les Brigades Rouges, 2011.
- Marco Tullio Giordana, Romanzo di una strage, 2012.
- Graziano Diana, Gli anni spezzati, 2014.
- Aurelio Grimaldi, Il delitto Mattarella, 2020.
- Marco Bellocchio, Esterno notte, 2022.

### Narrativa
Agli anni di piombo s'ispirano alcune opere di narrativa italiana, quasi tutte di tipo documentaristico, con pochissimo spazio all'immaginazione.
Uno dei primi romanzi su questa tematica risulta essere Caro Michele, di Natalia Ginzburg. Anche Alberto Moravia scrisse sul terrorismo nel suo romanzo La vita interiore, del 1978. Copiosa la narrativa sulla vicenda di Aldo Moro: nello stesso anno in cui accadde, Leonardo Sciascia pubblicò L'affaire Moro, mentre Alberto Arbasino diede alle stampe In questo Stato. Trattano di questi anni anche i romanzi postumi di Pier Paolo Pasolini (Petrolio) e Goffredo Parise (L'odore del sangue). La scrittrice statunitense Rachel Kushner ha ambientato nella Roma della manifestazione del marzo 1977 un capitolo del suo romanzo The Flamethrowers (Scribner, 2013, trad. it. Il lanciafiamme, Ponte alle Grazie, 2014).
Il romanzo La guerra di Nora, scritto da Antonella Tavassi La Greca sotto forma di diario, permette di ricostruire una vicenda ambientata negli anni di piombo.
Segue un elenco di romanzi ambientati negli anni di piombo:
- Vogliamo tutto (1971), Nanni Balestrini
- Caro Michele (1973), Natalia Ginzburg.
- Todo modo (1974), Leonardo Sciascia.
- Occidente (1975), Ferdinando Camon.
- La vita interiore (1978), Alberto Moravia.
- Storia di Sirio (1984) Ferdinando Camon
- Petrolio, (1992, scritto nel 1972/1975), Pier Paolo Pasolini.
- Alonso e i visionari (1996), Anna Maria Ortese.
- L'odore del sangue (1997, scritto nel 1979) Goffredo Parise.
- L'ultimo sparo (1998), Cesare Battisti.
- Il prigioniero (1998), Anna Laura Braghetti.
- Lo spasimo di Palermo (1998), Vincenzo Consolo.
- Romanzo criminale (2002), Giancarlo De Cataldo
- Tristano muore (2004), Antonio Tabucchi.
- Anatomia della battaglia (2005) Giacomo Sartori.
- Piove all'insù (2006), Luca Rastello.
- Spingendo la notte più in là (2007), Mario Calabresi.
- Prima esecuzione (2007), Domenico Starnone.
- Il tempo materiale (2008), Giorgio Vasta.
- La legge dell'odio (2012), Alberto Garlini.
- Resistere non serve a niente (2012), Walter Siti.
- Gli anni al contrario (2015), Nadia Terranova.